# Nomia scitula
Nomia scitula là một loài Hymenoptera trong họ Halictidae. Loài này được Bingham mô tả khoa học năm 1903.